# Ернштедт Віктор Карлович
Віктор Карлович Ернштедт  (*2 (14) грудня 1854, Петербург — †8 (21) серпня 1902), Петербург)— російський філолог-класик, фахівець з античної палеографії, академік Петербурзької Академії наук (1898). Професор Петербурзького університету (1884). Займався переважно текстологічною критикою античних авторів.

## Біографія
Родом зі шведської сім'ї, яка натуралізувалася в Росії. Навчався в Петербурзькому університеті на Історико-філологічному факультеті. Його головними наставниками були професори А.К. Наук, К.Я. Люгебіль і Ф.Ф. Соколов.
Два роки провів у Греції, знайомлячись із стародавніми епіграфічними пам'ятками і вдосконалюючись в методах їх дослідження, а потім ще один рік - в Італії, де предметом його занять було вивчення середньовічних рукописів, що містять твори античних і візантійських письменників.
Велика частина вчених праць вченого присвячена вивченню рукописів, критиці і виправленню текстів різних стародавніх і середньовічних грецьких письменників. Багато займався рукописами із зібрання відомого російського богослова і колекціонера, єпископа Порфирія Успенського.
Науково-дослідну діяльність в області класичної філології поєднував з великою педагогічною та громадською роботою.

## Сім'я
Ернштедт Петро Вікторович (9 (21) червня 1890 — 25 грудня 1966) — російський і радянський лінгвіст (еллініст та коптолог).